# آرتور میلارد
آرتور میلارد (انگلیسی: Arthur Millard؛ زادهٔ ۱۸۶۹) بازیکن فوتبال اهل بریتانیا است.
از باشگاه‌هایی که در آن بازی کرده‌است می‌توان به باشگاه فوتبال بیرمنگام سیتی اشاره کرد.